# تیم ملی فوتبال ساحلی افغانستان
تیم ملی فوتبال ساحلی افغانستان نماینده کشور افغانستان در رقابت‌های بین‌المللی فوتبال ساحلی است که تحت نظر فدراسیون فوتبال افغانستان فعالیت می‌کند.

## بازیکنان
آخرین ویرایش در مارس ۲۰۱۷ انجام شده
| شماره |           | پست       | بازیکن         |
| ----- | --------- | --------- | -------------- |
| 1     | افغانستان | دروازه‌بان | کاوش حیدری     |
| 2     | ترکیه     | مدافع     | نادر نادری     |
| 3     | قزاقستان  | مدافع     | احمد عمر اشکزی |
| 4     | افغانستان | مدافع     | حضرت گل‌باران   |
| 5     | افغانستان | مدافع     | سید شیر درویش  |
| 6     | بنگلادش   | مدافع     | مرتضی جعفری    |

| شماره |           | پست       | بازیکن                   |
| ----- | --------- | --------- | ------------------------ |
| 7     | افغانستان | مهاجم     | رئوف قادری               |
| 8     | افغانستان | مهاجم     | سمیع‌الله محمدی           |
| 9     | افغانستان | مهاجم     | حمیدالله گلزار           |
| 10    | افغانستان | مهاجم     | محمود آزاد               |
| 11    | افغانستان | مهاجم     | زین‌الدین شریفی (کاپیتان) |
| 12    | ازبکستان  | دروازه‌بان | شهاب شاه‌علوی             |

سرمربی: روح‌الله رستگار